# نبویشا کوسوویچ
نبویشا کوسوویچ (انگلیسی: Nebojša Kosović؛ زادهٔ ۲۴ فوریهٔ ۱۹۹۵) بازیکن فوتبال اهل مونته‌نگرو است.
از باشگاه‌هایی که در آن بازی کرده‌است می‌توان به باشگاه فوتبال اویپشت، باشگاه فوتبال استاندارد لیژ، باشگاه فوتبال پارتیزان، و باشگاه فوتبال وویوودینا اشاره کرد.
وی همچنین در تیم‌های ملی فوتبال Montenegro national under-17 football team، یوفا، Montenegro national under-19 football team، زیر ۲۱ سال مونته‌نگرو، و مونته‌نگرو بازی کرده‌است.